# Joaquín Cabot Boix
Joaquín Cabot Boix, deportivamente también conocido como Cabot I (Barcelona, España; 21 de septiembre de 1915-Barcelona, 15 de junio de 1979) fue un médico traumatólogo y jugador de hockey sobre hierba español.

## Biografía
Era hijo del dirigente deportivo Ricardo Cabot Montalt, uno de los pioneros del fútbol español, quien también practicó el hockey hierba en el FC Barcelona.

### Trayectoria deportiva
Joaquín Cabot empezó a practicar el hockey en su época escolar en Blanquerna. Posteriormente, se incorporó a la sección de hockey hierba del FC Barcelona, donde coincidió con su hermano Ricardo, también conocido como Cabot II. En 1935 el equipo barcelonista se desmanteló y los Cabot, junto con otros compañeros, pasaron a jugar en el Club Intrèpids. Ambos hermanos fueron elegidos para participar con la selección de España en los Juegos Olímpicos de Berlín de 1936, pero el estallido de la Guerra Civil Española les impidió tomar parte.
Tras la guerra, los Cabot jugaron un año en el Real Club de Polo, para luego regresar al reconstituido FC Barcelona, donde conquistaron tres campeonatos de España (1942, 1944 y 1947), únicos títulos nacionales de la historia del club.

### Como médico
Paralelamente a su carrera deportiva amateur, Joaquín Cabot desarrolló una notable actividad en la medicina. Especialista en traumatología, destacó como cirujano de la rodilla, del raquis y de la cadera. Se le considera un innovador en las técnicas operatorias de rodilla, y en pruebas como el «signo del poplíteo de Cabot».
Inició sus estudios de Medicina en la Universidad de Barcelona (UB) y durante la Guerra Civil ejerció como cirujano en el Frente de Aragón. Finalizada la contienda, se licenció en 1942. En 1945 defendió en la Universidad de Madrid su tesis doctoral, «La cirugía de los meniscos», con la calificación de premio extraordinario. Se incorporó a la docencia en 1946 como profesor ayudante y en 1957 pasó a ser profesor adjunto a la cátedra de Patología Quirúrgica del profesor Pedro Piulachs en la UB. Colaboró con varias revistas médicas y entre sus publicaciones destaca la obra «Traumatología de los meniscos de la rodilla», editada en 1951. En 1972 fue nombrado Jefe del Servicio de Patología del Aparato Locomotor del recién inaugurado Hospital Príncipes de España. Presidió la Sociedad Española de Cirugía Ortopédica y Traumatología entre 1972 y 1974.
Cultivó la medicina deportiva y a lo largo de su carrera intervino a más de 10 000 deportistas de menisco y ligamentos. Colaboró con el doctor Emilio Moragas en la creación de la Mutualidad de Futbolistas y fue el médico de la selección española de fútbol que participó en el Mundial de Brasil de 1950. Fue también médico del FC Barcelona durante seis años, hasta que presentó su dimisión por discrepancias con el presidente Enric Llaudet.
A los 63 años, estando todavía en activo, falleció víctima de un proceso vascular cerebral de naturaleza isquémica. De sus cinco hijos, cuatro siguieron sus pasos en la medicina.